# Yeondong-myeon
Yeondong-myeon (koreanska: 연동면) är en socken i staden Sejong, Sydkorea. Den ligger 115 km söder om huvudstaden Seoul.
Före 2012 hette den Dong-myeon.